# XI Premis Goya
La XIa edició dels Premis Goya (oficialment en castellà: Premios Anuales de la Academia "Goya") va tenir lloc al Palau de Congressos de la ciutat de Madrid (Espanya) el 25 de gener de 1997 i fa referència a aquelles produccions realitzades el 1996.
La presentació de la gala va anar a càrrec dels actors Carmen Maura i Juanjo Puigcorbé i va ser dirigida per Pilar Miró.
La gran triomfadora de la nit fou Tesis del debutant Alejandro Amenábar, que aconseguí guanyar 7 de les 8 nominacions a les quals aspirava, entre elles millor pel·lícula, director novell, guió original o actor revelació. La pel·lícula més nominada de la nit, però, fou El perro del hortelano de Pilar Miró amb 12 nominacions, si bé aconseguí també 7 premis, entre ells millor direcció, millor actriu i millor guió adaptat. Les grans perdedores de la nit foren La Celestina de Gerardo Vera i 
Libertarias de Vicente Aranda, que amb 7 i 6 nominacions respectivament no aconseguiren guanyar cap premi Goya.

## Nominats i guanyadors
| Millor pel·lícula | Millor director |
| --- | --- |
| - Tesis - Bwana - El perro del hortelano | - Pilar Miró per El perro del hortelano - Imanol Uribe per Bwana - Julio Médem per Tierra                                                                                  |
| Millor actor | Millor actriu |
| - Santiago Ramos per Como un relámpago - Antonio Banderas per Two Much - Carmelo Gómez per El perro del hortelano | - Emma Suárez per El perro del hortelano - Ana Torrent per Tesis - Concha Velasco per Más allá del jardín                                                                  |
| Millor actor secundari | Millor actriu secundària |
| - Luis Cuenca per La buena vida - Jordi Mollà per La Celestina - Nancho Novo per La Celestina | - Mary Carrillo per Más allá del jardín - Loles León per Libertarias - Maribel Verdú per La Celestina                                                                      |
| Millor guió original | Millor guió adaptat |
| - Alejandro Amenábar per Tesis - Isabel Coixet per Coses que no et vaig dir mai - David Trueba per La buena vida | - Pilar Miró i Rafael Pérez Sierra per El perro del hortelano - Mario Camus per Más allá del jardín - Rafael Azcona i José Luis García Sánchez per Tranvía a la Malvarrosa |
| Millor director novell | Millor direcció de producció |
| - Alejandro Amenábar per Tesis - David Trueba per La buena vida - Alfonso Albacete, Miguel Bardem i David Menkes per Más que amor, frenesí                                                                                     | - Emiliano Otegui Piedra per Tesis - Luis Gutiérrez per Libertarias - Carmen Martínez per Más allá del jardín                                                              |
| Millor actor revelació | Millor actriu revelació |
| - Fele Martínez per Tesis - Emilio Buale per Bwana - Liberto Rabal per Tranvía a la Malvarrosa | - Íngrid Rubio per Más allá del jardín - Lucía Jiménez per La buena vida - Silke per Tierra                                                                                |
| Millor pel·lícula hispanoamericana | Millor pel·lícula europea |
| - Sol de otoño de Eduardo Mignogna ( Argentina) - Pon tu pensamiento en mí de Arturo Sotto Díaz ( Cuba) - Sin remitente de Carlos Carrera ( Mèxic)                                                                             | - Secrets i mentires de Mike Leigh ( Regne Unit) - La mirada d'Ulisses de Theo Angelopoulos ( Grècia) - Trencant les onades de Lars von Trier ( Dinamarca)                 |
| Millor fotografia | Millor muntatge |
| - Javier Aguirresarobe per El perro del hortelano - José Luis López Linares per La Celestina - José Luis Alcaine per Tranvía a la Malvarrosa                                                                                   | - María Elena Sáinz de Rozas per Tesis - Pablo Blanco Somoza i Fidel Collados per Asaltar los cielos - Pablo González del Amo per El perro del hortelano                   |
| Millor direcció artística | Millor vestuari |
| - Félix Murcia per El perro del hortelano - Ana Alvargonzález per La Celestina - Pierre-Louis Thévenet per Tranvía a la Malvarrosa                                                                                             | - Pedro Moreno per El perro del hortelano - Sonia Grande i Gerardo Vera per La Celestina - Javier Artiñano per Libertarias                                                 |
| Millor so | Millor música |
| - Daniel Goldstein, Ricardo Steinberg i Alfonso Pino per Tesis - Carlos Faruolo, Ray Gillon i Antonio Bloch per El perro del hortelano - Carlos Faruolo, Ray Gillon i Ricard Casals per Libertarias                            | - Alberto Iglesias per Tierra - José Nieto per El perro del hortelano - Ángel Illarramendi per El último viaje de Robert Rylands                                           |
| Millor maquillatge | Millors efectes especials |
| - Juan Pedro Hernández, Esther Martín i Mercedes Paradela per El perro del hortelanoa - Paca Almenara i Alicia López Medina per La Celestina - Juan Pedro Hernández, Ana Lozano, Esther Martín i Manolo García per Libertarias | - Reyes Abades i Ignacio Sanz Pastor per Tierra - Patrick Vigne, Jonathan Stuart i Marcus Wookey per La lengua asesina - Reyes Abades per Libertarias                      |
| Millor curtmetratge de ficció | Millor curtmetratge d'animació |
| - La viga de Roberto Lázaro García - David de Carles Sans - El tren de las ocho d'Esteban Requejo González - Esposados de Juan Carlos Fresnadillo - La gotera de Grojo i Jorge Sánchez-Cabezudo                                | - Pregunta por mí de Begoña Vicario Calvo - Esclavos de mi poder de Mercedes Gaspar - Mater gloriosa d'Armando Pereda                                                      |
| Curtmetratge documental | Goya d'honor |
| - Virgen de la alegria de José Manuel Campos | - Miguel Picazo (director i guionista) |